# Microsoft Most Valuable Professional

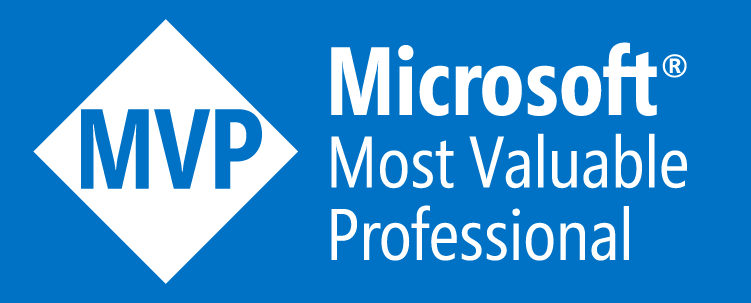
Logomarca

De acordo com a Microsoft, o prêmio Microsoft Most Valuable Professional (MVP) é dado a "líderes comunitários que já demonstraram um compromisso exemplar ao ajudar os outros a obter o máximo de sua experiência com as tecnologias Microsoft." Os premiados são pessoas que "compartilham sua paixão excepcional, o conhecimento do mundo real, e conhecimentos técnicos com a comunidade e com a Microsoft." Um MVP é concedido para contribuições do ano anterior.
O programa MVP cresceu a partir da comunidade de desenvolvedores de software, sendo que os MVPs iniciais foram alguns dos mais ativos nas comunidades de suporte online, como Usenet e CompuServe. Desde então cresceu para incluir outros tipos de produtos. Steve Ballmer falou com um grupo de MVPs sobre o Windows XP e Windows Vista.